# يويا ناكامورا
يويا ناكامورا (باليابانية: 中村 祐哉) (22 يونيو 1987 في ناغاساكي في اليابان – )؛ هو لاعب كرة قدم ياباني سابق كان يلعب كلاعب وسط.

## وصلات خارجية
- يويا ناكامورا على موقع رابطة كرة القدم اليابانية للمحترفين (اليابانية)
- يويا ناكامورا على موقع قاعدة بيانات كرة القدم.إي يو (الإنجليزية)
- يويا ناكامورا على موقع Soccerway.com (الإنجليزية)